# NGC 7624
NGC 7624 is een balkspiraalstelsel in het sterrenbeeld Pegasus. Het hemelobject werd op 2 oktober 1878 ontdekt door de Franse astronoom Édouard Jean-Marie Stephan.

## Synoniemen
- UGC 12527
- IRAS 23179+2702
- MCG 4-55-4
- ZWG 476.12
- MK 323
- KUG 2317+270
- PGC 71126